# Sven Zetterberg (ingenjör)
Sven Gustaf Zetterberg, född 26 september 1913 i Överluleå församling, Norrbottens län, död 30 september 1994 i Björketorps församling i dåvarande Göteborgs och Bohus län, var en svensk ingenjör.
Sven Zetterberg föddes i Boden och var son till civilingenjören Albin Zetterberg och Carin Steiner samt äldre bror till Stig Zetterberg. Efter avlagd elingenjörsexamen 1934 blev han försäljningsingenjör vid Asea 1935, vid Asea Electric i London 1938 och var från 1940 försäljningsingenjör vid Asea i Göteborg.
Han gifte sig 1943 med sångerskan Ulla Zetterberg (1923–2011) och fick sonen Kaj (1944–1952), men makarna skilde sig 1948. År 1949 gifte han om sig med Ingegerd Isacsson (1925–2006) och fick barnen Svante (född 1950) och Ylva (född 1951). Sven Zetterberg är begravd på Göteborgs östra kyrkogård.